# Cathédrale Saint-Carthage de Lismore (Irlande)
Pour les articles homonymes, voir Cathédrale de Lismore.
La cathédrale Saint-Carthage de Lismore est une cathédrale anglicane irlandaise. Elle a été consacrée au XVIIe siècle à saint Carthage (ou Mochuda).
Elle a été à sa construction le siège du diocèse de Waterford et Lismore, placé sous l’égide de l’archidiocèse de Cashel en 1833, fusionné avec celui-ci 5 ans plus tard pour devenir l’évêché de Cashel and Waterford, fusionné avec le diocèse d’Ossory, Ferns et Leighlin à son tour en 1977 pour donner l’actuel diocèse de Cashel et Ossory.
Des architectes comme Sir William Robinson, Sir Richard Morrison, ou George et James Pain ont été au cours du temps impliqués dans les travaux sur cette cathédrale.

## Histoire
La cathédrale médiévale tombe en ruine lors d’un incendie, au XVIIe siècle ; le chœur est à nouveau couvert par Richard Boyle, 1er Earl de Cork. La cathédrale est à nouveau détruite en 1630.
La reconstruction commence en 1663, sur les plans de l’architecte William Robinson (en). La toiture est réhabilitée au XVIIIe siècle.

## Galerie

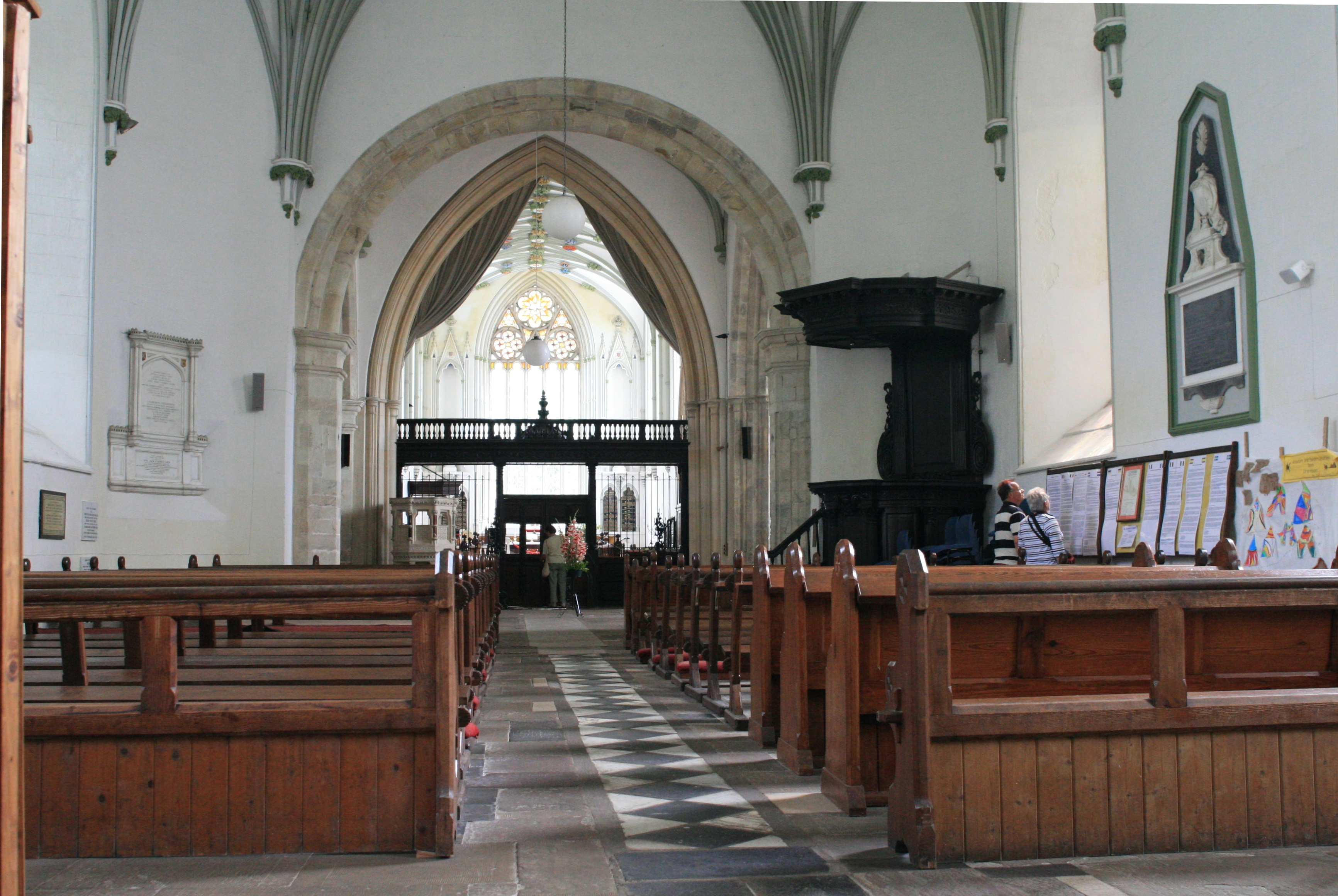
Chœur de la cathédrale.
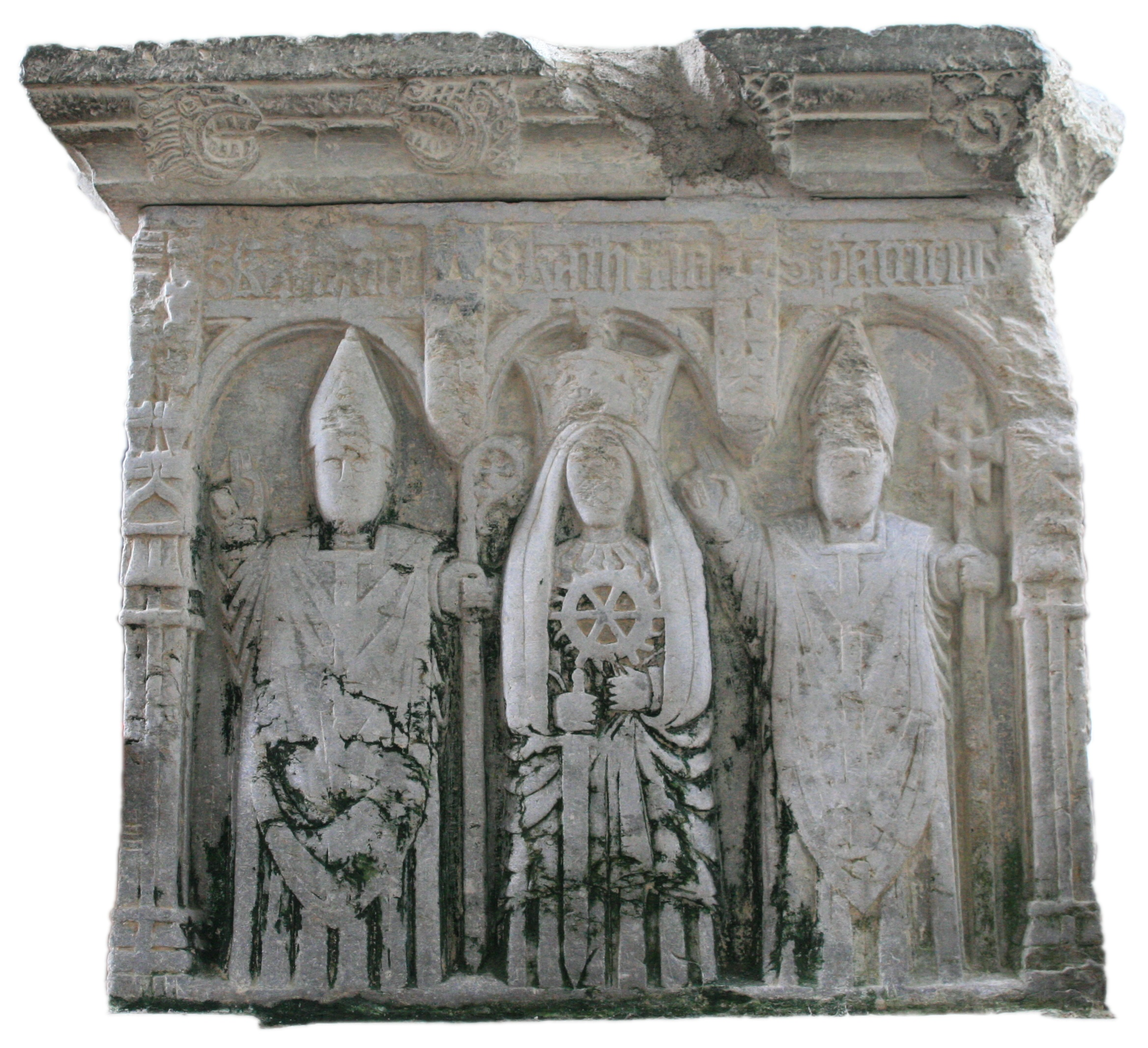
Autel funéraire.
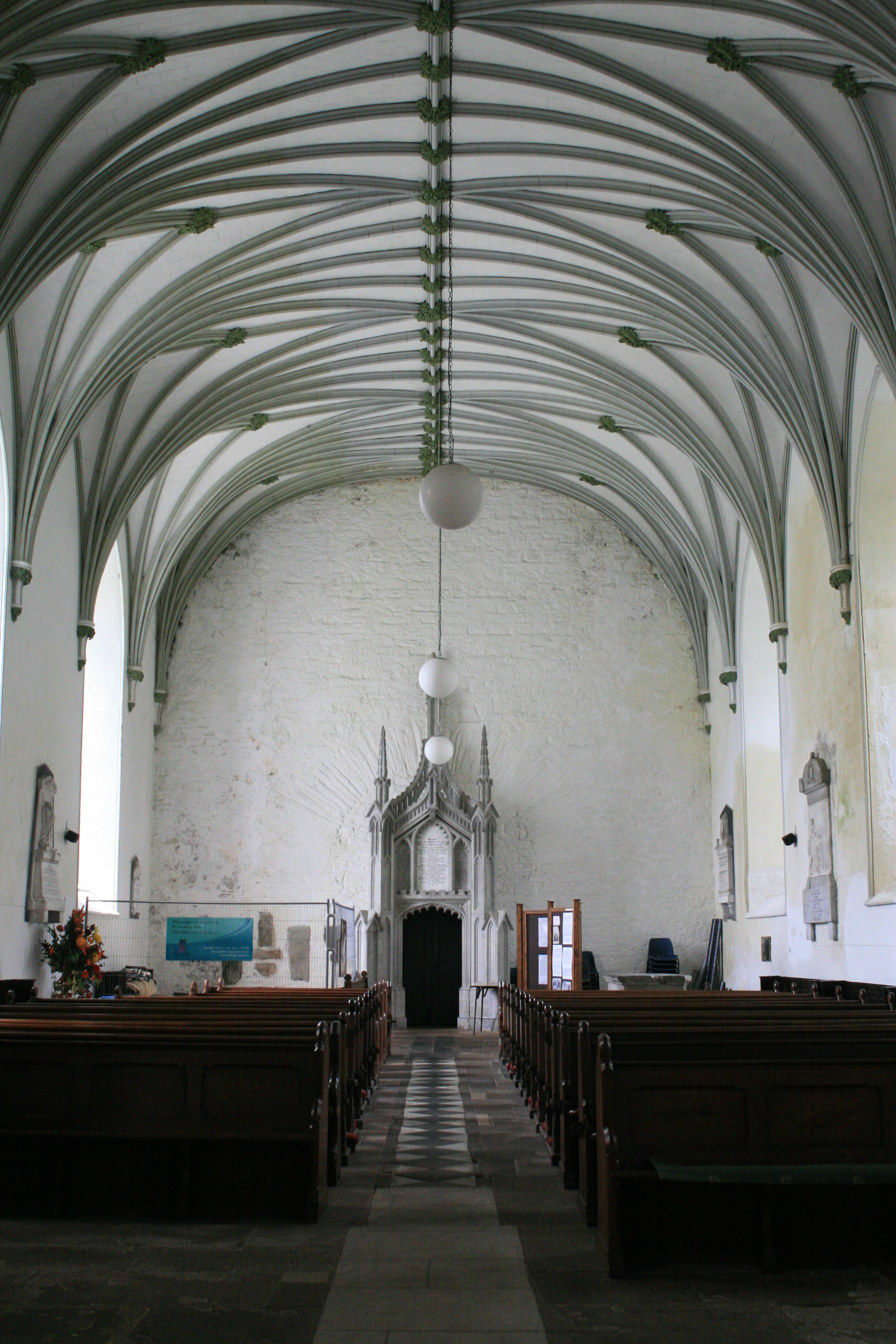
Nef de la cathédrale.
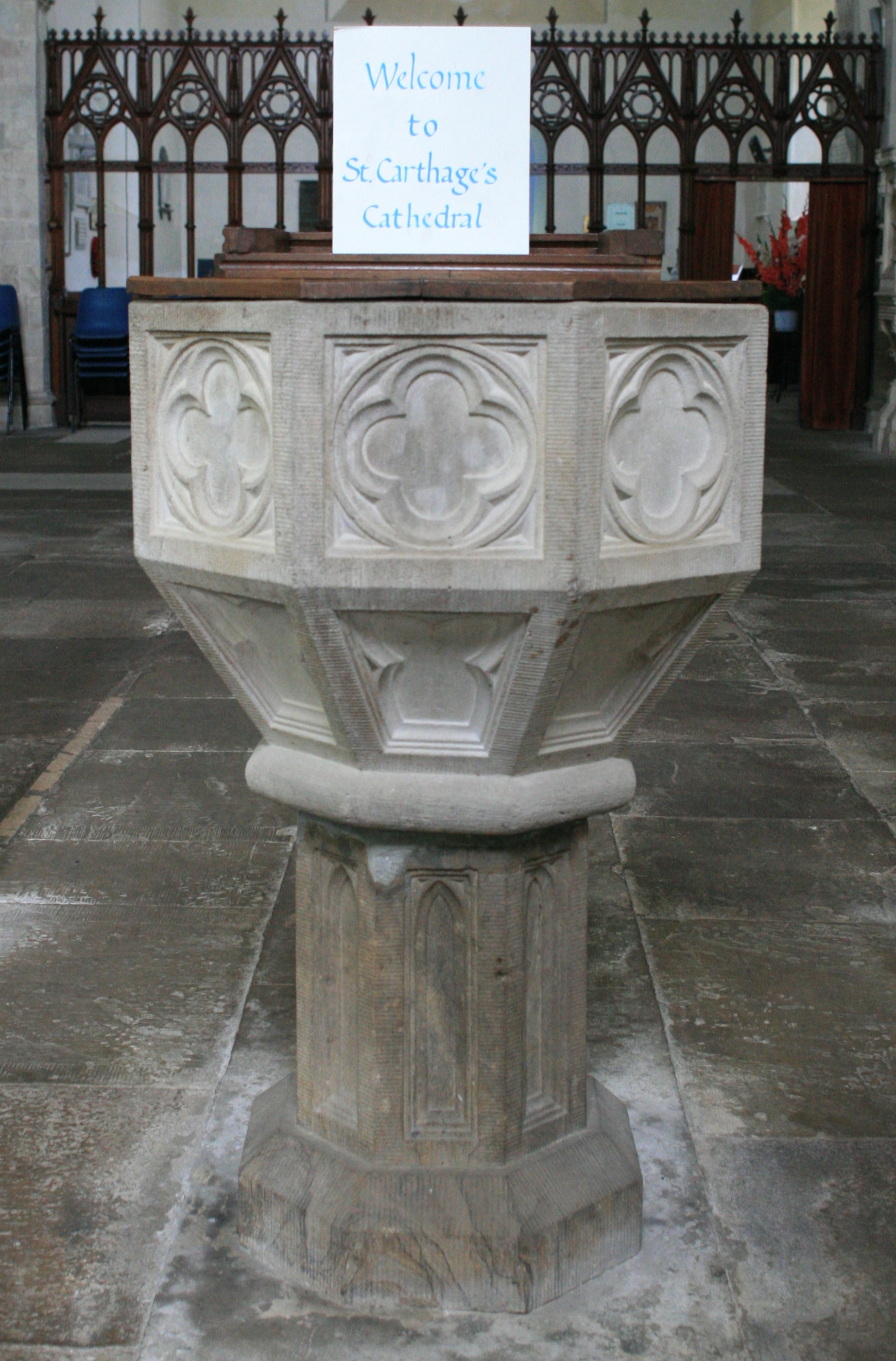
Fonts baptismaux.